# Уджда
Уджда (на арабски: وجدة‎‎) е град в Североизточно Мароко, на 10 км западно от границата с Алжир и на 60 км южно от Средиземно море.
Той е административен център на Източния регион (с общо население от 2 314 346 д.), префектура Уджда-Ангад (с общо 477 100 жители, вкл. още 2 града), община Уджда (с население от 400 738 души).
Уджда е икономически център на района. В него има предприятия на химическата, металообработващата, дървообработващата и хранителната промышленост. Той е възел на железопътни линии и автомобилни пътища. Наблиз е разположена аерогара Ангадс (на английски: Angads Airport).
В града е роден Абделазиз Бутефлика – настоящият президент на Алжир.